# Грабельки звичайні

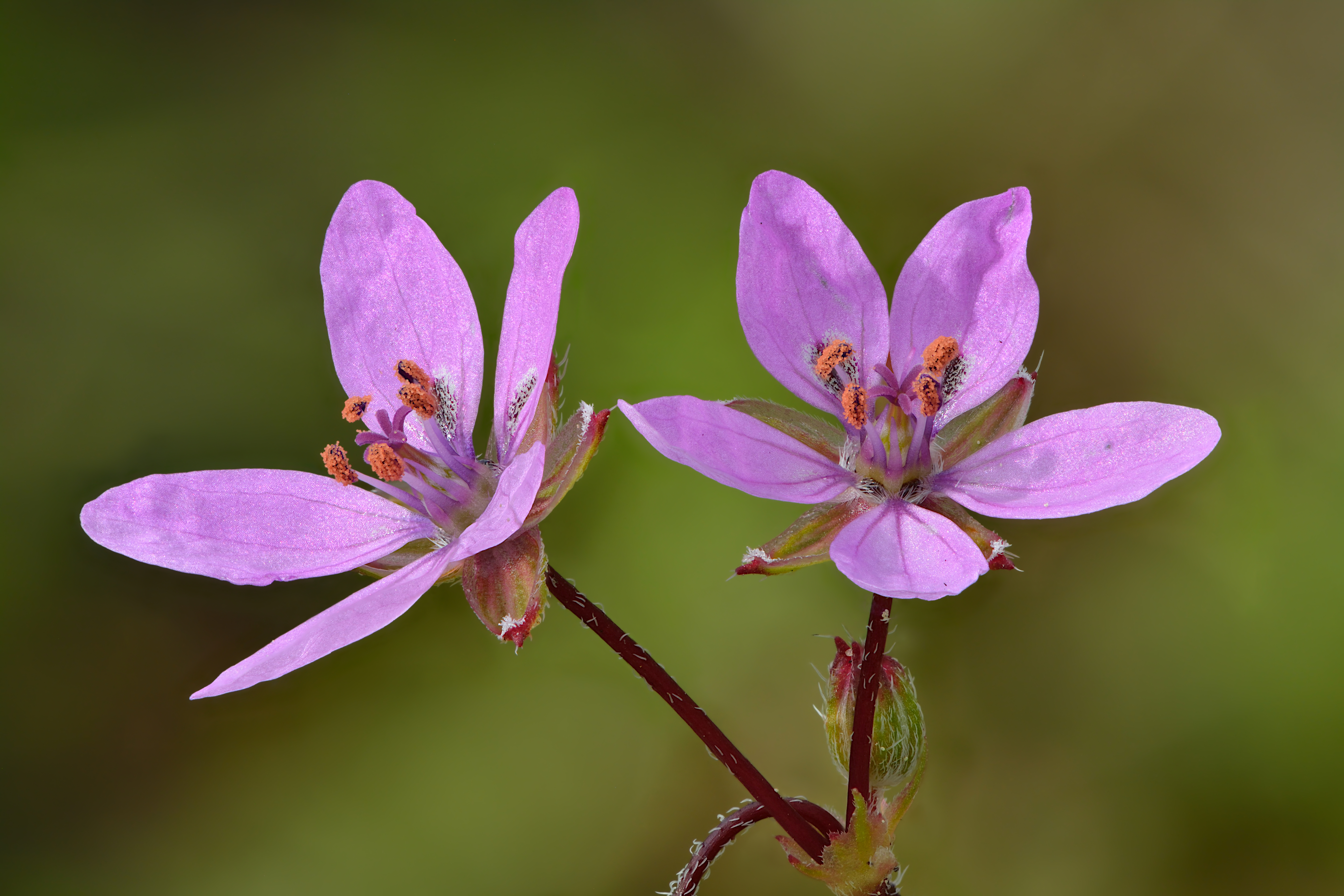
Квіти грабельок звичайних

Грабельки звичайні (Erodium cicutarium), ін. назва журавлині носики, буськи — однорічна трав'яниста розсіяно-волосиста рослина родини геранієвих.

## Ботанічний опис
Стебло висхідне, 10—50 см заввишки, від основи розгалужене. Листки супротивні, довгасті, двічінепарно перисторозсічені; нижні — у прикореневій розетці. Квітки правильні, двостатеві, 5-пелюсткові, у 6—8- квіткових зонтиках: пелюстки пурпурові, іноді з темними плямами. Плід сухий, з 5 однонасінних часток, які при достиганні плодів спірально скручуються. Цвіте у березні — серпні.

## Поширення
Росте по всій території України у степах, на відслоненнях, як бур'ян на полях, городах і засмічених місцях.

## Сировина
Використовують траву, яку збирають під час цвітіння рослини. Рослина неофіцинальна.

## Хімічний склад
Трава містить дубильні й гіркі речовини, флавоноїди, смоли, ацетилхолін, каротин, аскорбінову кислоту, вітамін К, цукри, органічні кислоти, кальцій та мікроелементи.

## Фармакологічні властивості і використання
Експериментальними й клінічними дослідженнями з'ясовано, що рослина має кровоспинні властивості. В народній медицині грабельки звичайні, використовують як в'яжучий, протизапальний, бактерицидний, кровоспинний і заспокійливий засіб.
Настій трави вживають при простуді, запаленні легень, плевриті, стенокардії, судомі, захворюваннях шлунково-кишкового тракту, при внутрішніх і маткових кровотечах.
Використовують його і для купання дітей при діатезі, для промивання ран і полоскань при хворобах горла.

## Цікаві факти
Вусик на кінчику насіннини під дією вологи може скручуватися у спіраль, щоб загвинчувати насінину в землю.